# Хамад, Аднан
Аднан Хамад (араб. عدنان حمد مجيد العباسي‎; род. 1 февраля 1961, Самарра, Салах-эд-Дин) — иракский футболист и тренер. Один из самых титулованных наставников Ближнего Востока

## Карьера
Выступал на позиции нападающего за ряд иракских команд. В течение нескольких лет вызывался в расположение сборной страны, за которую сыграл 17 игр и забил шесть мячей. После завершения карьеры приступил к тренерской деятельности. В первое время работал с юниорами клуба «Аль-Завраа», а затем возглавил его основной состав, который он приводил к победе в чемпионате страны.
Успешным для специалиста получился 2004 год. После недолгого пребывания на посту наставника сборной Ливана Хамад вернулся в молодёжную сборную своей страны, которую он повез на летние Олимпийские игры в Афины. На турнире иракцы стали одними из главных открытий: они сенсационно дошли до полуфинала и заняли четвёртое место, остановившись в шаге от медалей. Благодаря этому достижению наставник был признан лучшим тренером года в АФК.
Позднее специалист успешно трудился в Иордании. В 2006 году вместе с командой «Аль-Файсали» он победил в Кубке АФК. В 2009 году Хамад возглавил сборную Иордании, сменив на этом посту португальца Нелу Винграду. Вместе с ней он в 2011 году дошёл до четвертьфинала Кубка Азии в Катаре и был уволен в 2013 году во время квалификации к отборочного турнира к ЧМ-2014, по итогам которого иорданцы остановились в шаге от квалификации на мундиаль в Бразилию.
16 июня 2021 года тренер во второй раз возглавил сборную Иордании, подписав контракт на два года. В июне 2023 года покинул тренерский пост.

## Достижения

### Футболиста
- Чемпион Ирака (1): 1982/83, 1991.
- Обладатель Кубка Ирака (1): 1990/91.

### Тренера
- Обладатель Кубка АФК (1): 2006.
- Чемпион Федерации футбола Западной Азии (1): 2002.
- Чемпион Азии (U19) (1): 2000.
- Чемпион Ирака (1): 1996, 2000.
- Обладатель Кубка Ирака (1): 1996, 2000.
- Обладатель Кубка Федерации Иордании (1): 2008.
- Обладатель Суперкубка Иордании (1): 2006.

### Индивидуальные
- Лучший тренер АФК (1): 2004.